# Palpimanus nubilus
Palpimanus nubilus là một loài nhện trong họ Palpimanidae. Loài này được phát hiện ở Zuid-Afrika.